# Kirche Brande-Hörnerkirchen

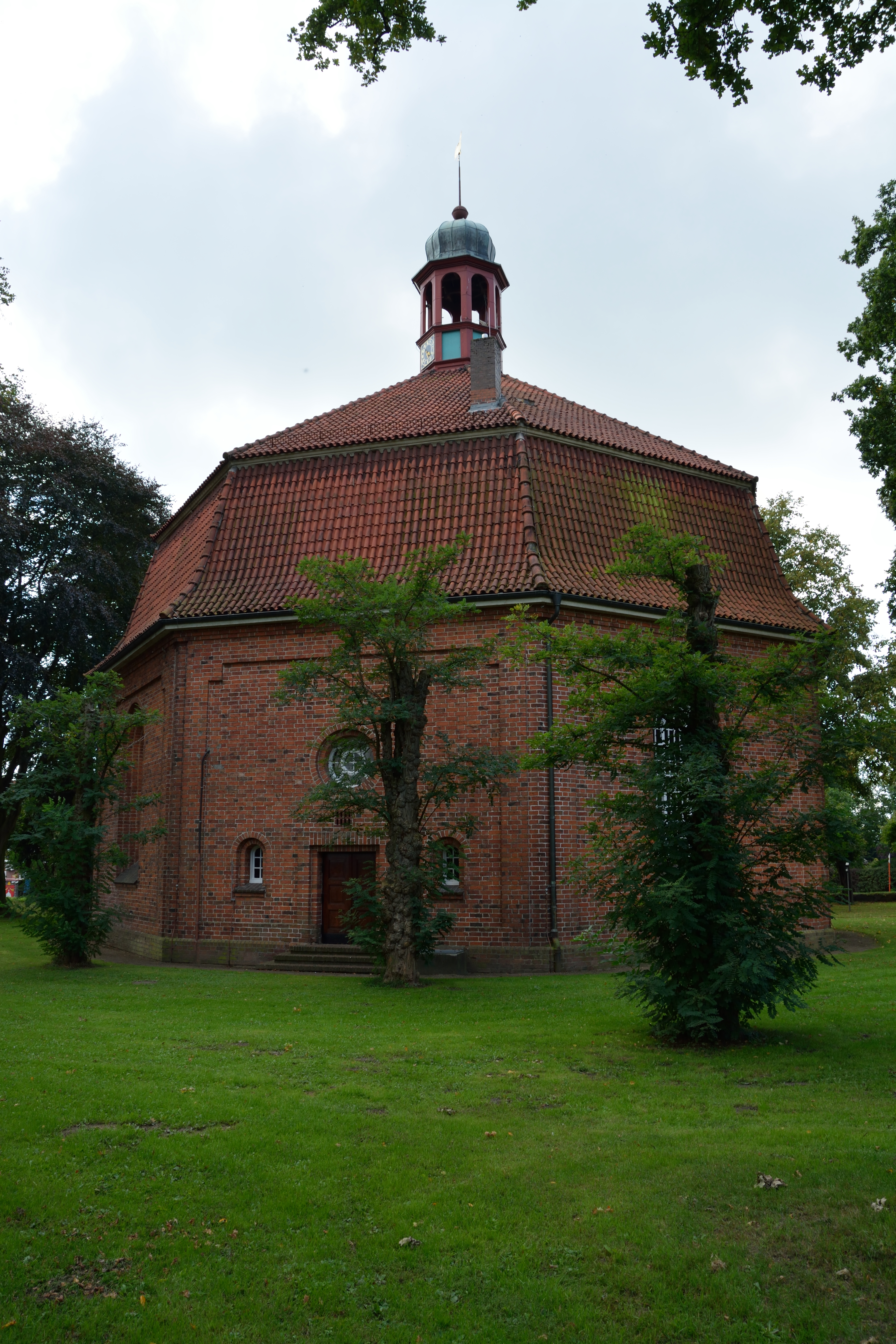
Kirche Brande-Hörnerkirchen

Die evangelisch-lutherische Kirche Brande-Hörnerkirchen ist ein nach dem Denkmalschutzgesetz geschütztes Kulturdenkmal mit der Objekt-ID 3096 in Brande-Hörnerkirchen, einer Gemeinde im Kreis Pinneberg in Schleswig-Holstein. Das Kirchengebäude gehört seit 2008 zusammen mit der St.-Nikolai-Kirche in Hohenfelde zur Christus-Kirchengemeinde Hohenfelde-Hörnerkirchen im Kirchenkreis Rantzau-Münsterberg der Evangelisch-Lutherischen Kirche in Norddeutschland.

## Bau und Geschichte
Ihre Entstehung verdankt die Kirche den Einwohnern der sogenannten Hörner Dörfer Bokel, Brande, Osterhorn und Westerhorn, die sich über den weiten Kirchweg zur  Heiligen-Geist-Kirche in Barmstedt beschwerten. Um eine eigene Kirche finanzieren zu können, beteiligten sie sich an der Hamburger Lotterie, wo sie 1000 Mk gewannen. Zwar reichte das gewonnene Geld nicht zum Kirchbau aus, doch die Gemeindeglieder spendeten auch selbst großzügig. Am 16. September 1759 wurde der Grundstein gelegt. Zweieinhalb Jahre später am 27. Februar 1752 konnte die Kirche eingeweiht und das Kirchspiel von Barmstedt ausgegliedert werden. Der oktogonaler Zentralbau aus Backsteinen wurde 1749 bis 1752 nach einem Entwurf von Cay Dose nach dem Vorbild der Frederikskirche in Kopenhagen errichtet. Gedeckt war die Kirche mit einem einfachen Zeltdach mit vier Gaubenfenstern und einer Laterne in der Mitte. Ein separater hölzerner Glockenstuhl wurde 1781 errichtet, um die beiden Glocken aufzunehmen. Er dient gleichzeitig als Friedhofstor. Eine Orgel erhielt Kirche erst 1783.

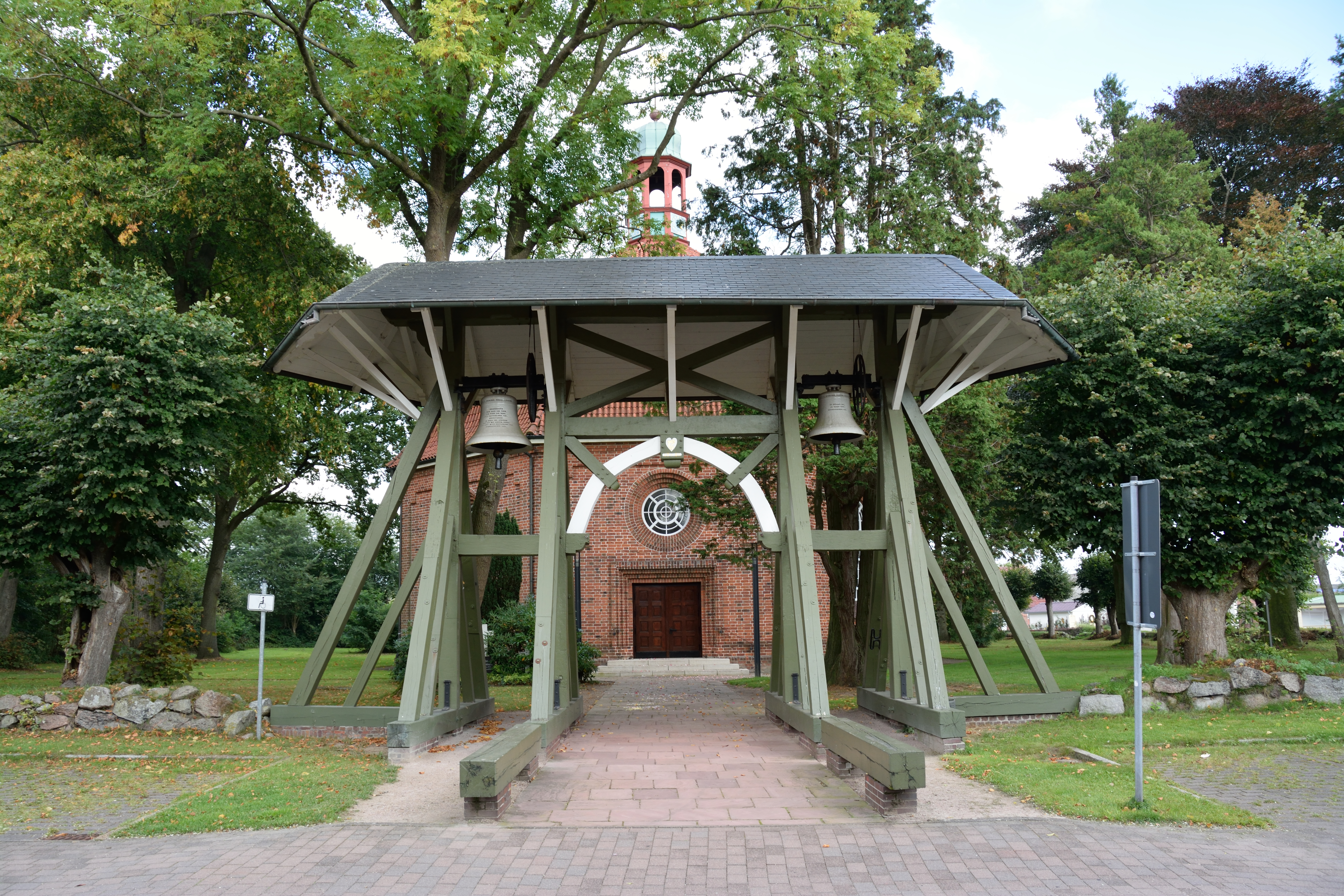
Glockenstuhl

Nach einem Blitzeinschlag 1934 brannte die Kirche nieder und wurde 1935/36 stark verändert wieder aufgebaut. Dabei erhielt sie nach dem Vorbild der Kirche am Markt in  Hamburg-Niendorf, die ihrerseits 1769/70 nach dem Bauplan der Hörnerkirchner Kirche erbaut worden war, ein Mansarddach. Dessen Mitte trägt eine offene, achtseitige Laterne mit einer Zwiebelhaube. Die Orgel wurde 1936 von der W. Sauer Orgelbau Frankfurt (Oder) gebaut.